# Bureau de colonisation de Hokkaidō

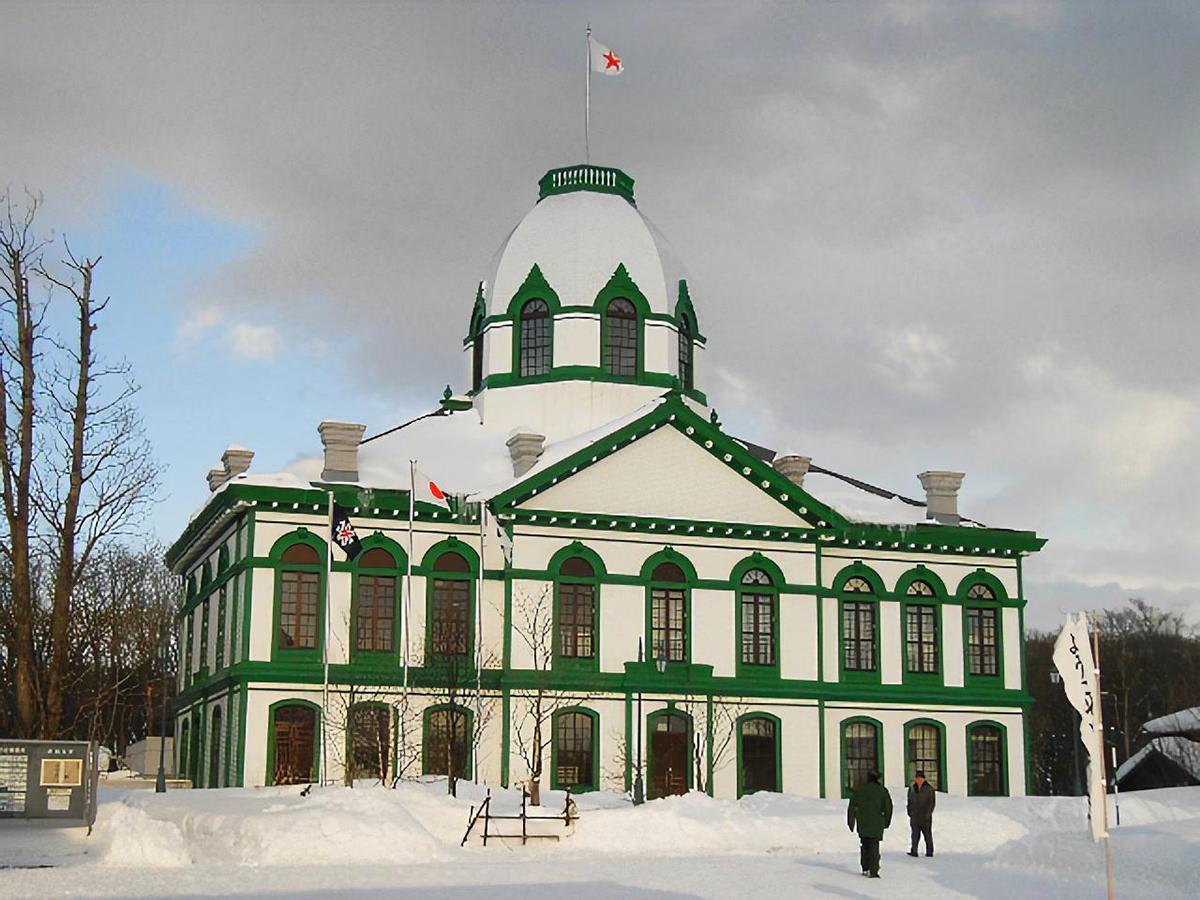
Photographie contemporaine de l'ancien siège du bureau de colonisation de Hokkaidō après restauration.

Le bureau de colonisation de Hokkaidō (開拓使, Kaitakushi), officiellement nommé « Bureau chargé du développement et de la colonisation d'Ezo », est un organisme du gouvernement de Meiji qui exista du 8 juillet 1869 à sa fermeture le 8 février 1882 à la suite d'un scandale politico-financier.

## Contexte
Jusqu'au XIXe siècle, la région d'Ezo regroupe l'ensemble des territoires situés au nord de l'île principale du Japon, Honshū. Elle comprenait l'île de Hokkaidō, Sakhaline (appelé en japonais Karafuto), les îles Kouriles (Chishima) et le Kamtchatka.
La première mention connue d'Ezo sur une carte remonte à 1599 mais le nom est plus ancien. L'île de Hokkaidō était alors principalement habitée par les Aïnous, peuple indigène. Les Japonais commencent à s'y installer à partir du Xe siècle lorsque le clan Abe du nord de Honshû établit sa souveraineté au sud de Hokkaïdô. Durant l'époque d'Edo (1603-1867), le clan Matsumae établit des liens commerciaux avec les Aïnous tout en étendant sa souveraineté sur la région et en réprimant les différentes rébellions aïnous aux XVIIe et XVIIIe siècles.
À partir du milieu du XVIIIe siècle, plusieurs expéditions russes sont menées au nord du Japon. Elles forcent le shogunat Tokugawa à placer la région d'Ezo sous son autorité et à formaliser sa frontière avec la Russie par un traité international, le traité de Shimoda, le 7 février 1855, qui établit une division des îles Kouriles au nord de l'île d'Etorofu et une occupation mixte russo-japonaise de Sakhaline (jusqu'en 1875).

## Histoire de l'organisme

Drapeau du bureau de colonisation de Hokkaidō.

Le bureau chargé du développement et de la colonisation de l'île d'Ezo est créé en juillet 1869. Le territoire d'Ezo est alors séparé en deux entités : l'île de Hokkaïdô, dont les quatre îles faisant partie de l'archipel des Kouriles, ainsi que la presqu'île de Karafuto (Sakhaline) qui revient à la Russie en échange de la totalité des îles Kouriles après le traité de Saint-Pétersbourg de 1875. 
Un des premiers directeurs est Kuroda Kiyotaka (1840-1900), originaire de Satsuma et futur premier ministre du Japon en 1888.

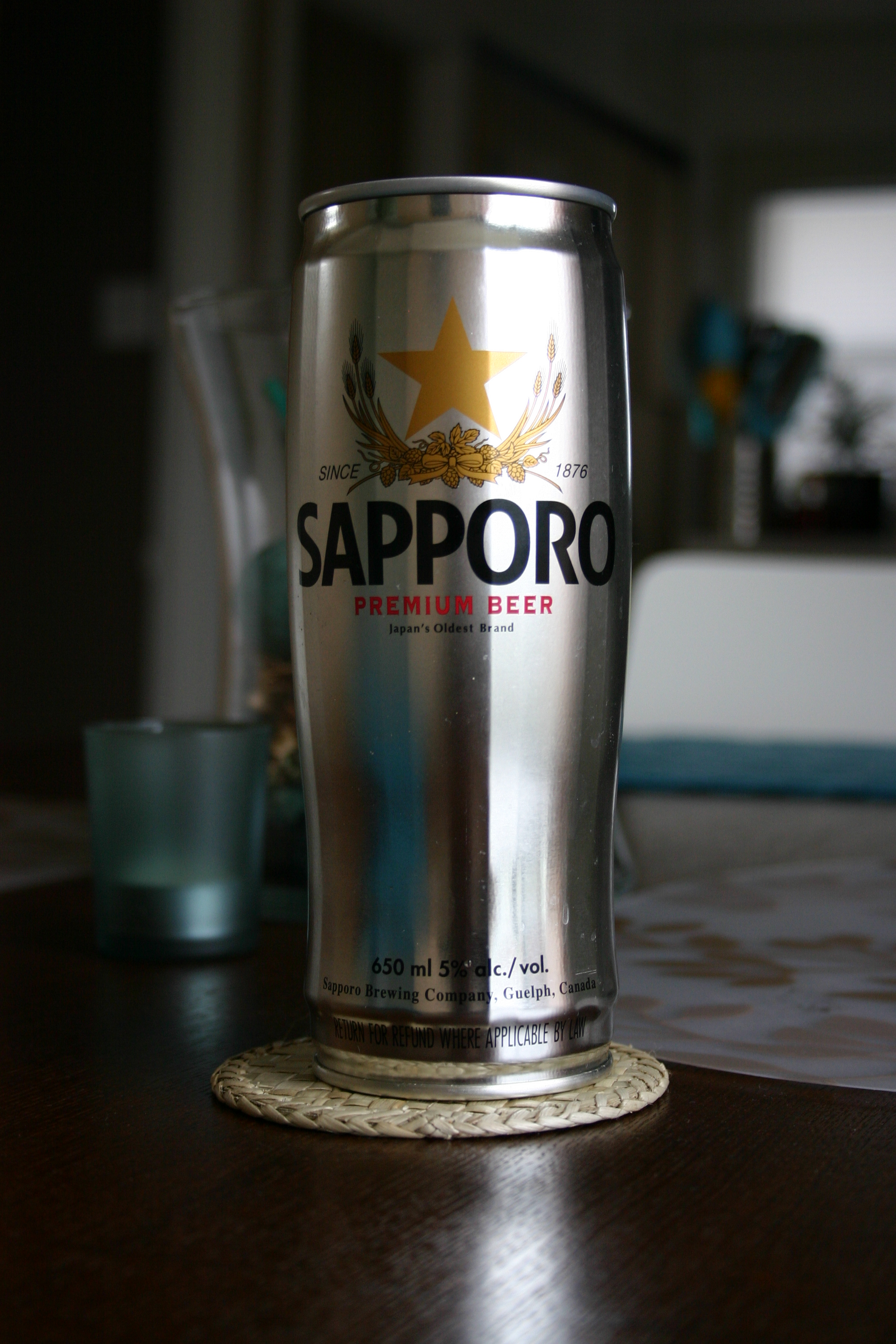
Une cannette de bière Sapporo.

Le bureau emploie de nombreux conseillers étrangers dont l'Américain Horace Capron (1804-1885), spécialiste de l'agriculture, qui fonde le collège d'agriculture de Sapporo (actuelle université de Hokkaidō), développe de nombreuses industries dont la brasserie Kaitaku, (qui deviendra plus tard Sapporo Breweries Limited) et encourage activement une politique de peuplement japonais dans l'île tout en développant les infrastructures routières et ferroviaires. Mais, en contrepartie, le peuple aïnou se voit privé de ses droits de pêche, de chasse et de propriété foncière.
Le gouvernement japonais encourage également l'installation d'ex-soldats sur l'île pour en faire des milices d'agriculteurs.

## Le scandale de 1881

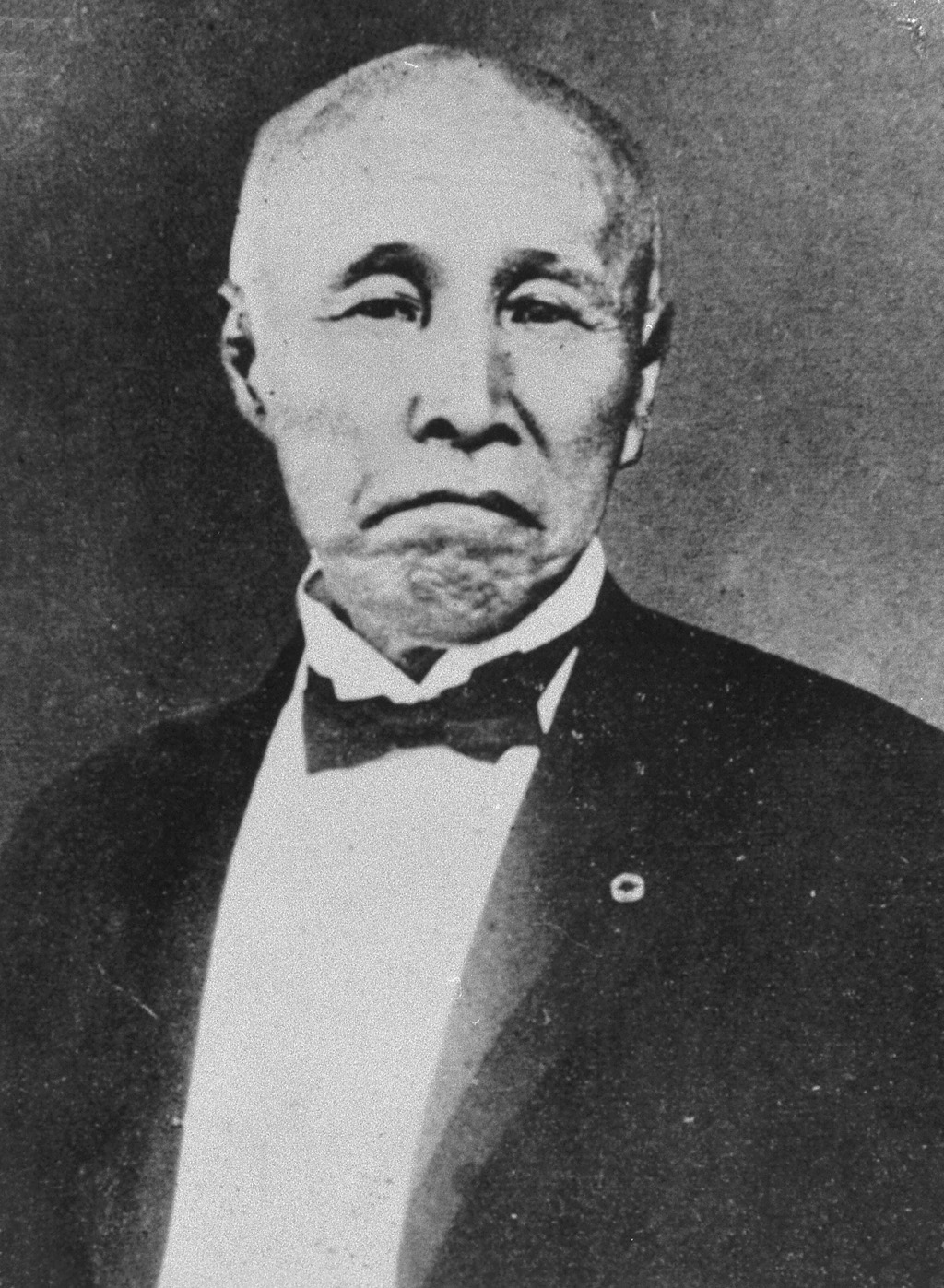
Ōkuma Shigenobu

En 1881, pour assainir ses finances publiques, le gouvernement de Meiji commence à vendre ses biens, dont ceux de Hokkaidō, à des entrepreneurs privés. Un scandale éclate sur la vente des biens du bureau de colonisation en raison des soupçons de collusion qui pèsent sur l'accord de vente dont le prix trop bas est jugé immoral. 
En effet, Kuroda Kiyotaka, alors directeur du bureau, soumet une proposition au gouvernement pour vendre des biens publics achetés pour 14 millions de yen à la Kansai Bōeki Kaisha (« compagnie commerciale du Kansai ») au prix de 380 000 yen. Le 1er août 1881, la vente est approuvée malgré la forte opposition du politicien Ōkuma Shigenobu. Lorsque l'affaire est débattue par le gouvernement fin juillet, les journaux de Tokyo critiquent unanimement la vente. L'opinion publique soupçonne d'abord des malversations entre le gouvernement et d'influents hommes d'affaires avant de critiquer la prédominance de l'oligarchie de Meiji, et d'appeler finalement à l'établissement d'un parlement national.  Les journaux soutiennent Ōkuma dans son opposition à la vente et son appel à la création d'une Diète nationale, adoptée en 1890. Finalement, sa popularité publique en sort considérablement grandie. Devant cette situation, le gouvernement accuse Ōkuma d'être lié au mouvement pour la liberté et les droits du peuple, une organisation indépendante appelant à plus de démocratie au Japon.
Ōkuma écrit plus tard sur l'incident : « Ma plus grande erreur est d'avoir surestimé le pouvoir du peuple lorsqu'il me soutenait. J'avais complètement oublié que le hambatsu (l'oligarchie de Meiji) et l'armée avait un tel pouvoir que personne ne pouvait s'y opposer… ».  L'éviction suivante d'Ōkuma symbolise le rejet d'un gouvernement parlementaire de style britannique et la libéralisation de la bureaucratie. Pour ces raisons, cette crise politique de 1881, partie de Hokkaidō, est un évènement déterminant dans le processus de modernisation du Japon. Ōkuma Shigenobu deviendra le 8e premier ministre du Japon en 1898. 
Le bureau de colonisation est définitivement fermé l'année suivante en 1882. Trois préfectures sont alors créées : Hakodate, Sapporo et Nemuro mais elles sont supprimées en 1886 pour ne laisser la place qu'à une seule : Hokkaidō.